# 読売書法展
読売書法展（よみうりしょほうてん）は、読売新聞社と読売書法会が主催する書の公募展。古典と伝統に基づいた書の継承と発展を図り、最高水準の公募展を目指して、1984年に第1回が開催された。
例年、4月から作品の募集がされており、公募・会友作品、評議員以上の役員作品、合わせて25000点近い出品がある。部門は「漢字」「かな」「篆刻」「調和体（漢字系、かな系、篆刻系）」の4部門に分かれている。
審査は7月下旬に東京・池袋のサンシャインシティで行われ、その後、8月から12月にかけて東京展、関西展、中部展、中国展、九州展、東北展、北海道展、四国展の8会場に分かれ、それぞれ入賞・入選作品が順次展示される。また、会場では席上揮毫・席上篆刻会や作品解説会などのイベントが催されることもある。
日本における書の公募展では、日展、毎日書道展、産経国際書展と並ぶ「四大書道展」の一つである。